# Soldatske, Onufriivka
Soldatske (în ucraineană Солдатське) este un sat în comuna Popivka din raionul Onufriivka, regiunea Kirovohrad, Ucraina.

## Demografie
Componența lingvistică a localității Soldatske
     Ucraineană (95%)
     Rusă (5%)
Conform recensământului din 2001, majoritatea populației localității Soldatske era vorbitoare de ucraineană (95%), existând în minoritate și vorbitori de rusă (5%).